# Dzambou
Dzambou (ou Ndzambou, Njambou, Njambo, Nzambo, Nzambou) est une localité du Cameroun située dans le département du Mayo-Tsanaga et la Région de l'Extrême-Nord, dans les monts Mandara, à proximité de la frontière avec le Nigeria. Elle fait partie de la commune de Mogodé.

## Population
En 1966-1967, la localité comptait 823 habitants, principalement des Kapsiki.
Lors du recensement de 2005, on y a dénombré 2 415 personnes.